# Georges Mouton

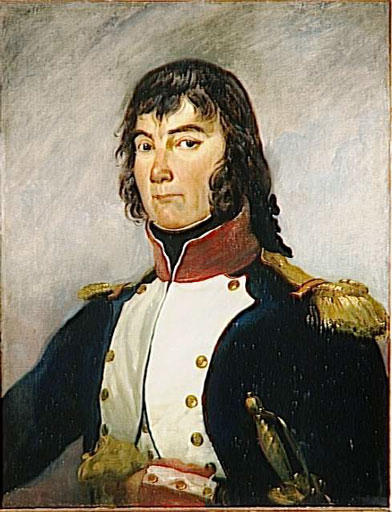
Gen. Georges Mouton

Georges Mouton (ur. 21 lutego 1770 w Phalsbourgu, zm. 27 listopada 1838 w Paryżu) – francuski generał doby Rewolucji Francuskiej oraz Cesarstwa Francuskiego, marszałek Francji i par Francji. 
Od 24 września 1803 dowódca 3 pułku piechoty liniowej. Od 1 lutego 1805 generał brygady, 5 października 1807 uzyskał awans na generała dywizji. Adiutant cesarza Francuzów Napoleona Bonaparte.

## Odznaczenia[4]
- Wielki Oficer Legii Honorowej
- Komandor Orderu Korony Żelaznej (Królestwo Włoch)
- Komandor Orderu Zasługi Wojskowej (Królestwo Wirtembergii)